# Південдіпрошахт
ВАТ «Південдіпрошахт» (скорочення від «Південний державний інститут проектування шахт») - державний проєктний інститут.
Сфера діяльності:
- комплексне проєктування розвитку вугільних районів і родовищ;
- проєктування підприємств і об'єктів з видобутку вугілля підземним способом;
- проєктування підприємств і об'єктів зі збагачення вугілля;
- проєктування природоохоронних заходів;
- прив'язка типових проєктів будівель і споруд житлово-цивільного призначення;
- інженерно-геологічні дослідження, інженерно-геодезичні дослідження;
- розробка проєктно-кошторисної документації вугільних шахт і збагачувальних фабрик, об'єктів будівельної індустрії і житлово-комунального призначення.